# Bärnau
Bärnau (csehül Bernov) település Németországban, azon belül Bajorországban. Lakosainak száma 3077 fő (2023. december 31.). Bärnau Halže, Lesná és Obora községekkel határos.

## Népesség
A település népessége az elmúlt években az alábbi módon változott:
| Lakosok száma | 1307 | 1962 | 2905 | 3228 | 3246 | 3221 | 3227 | 3190 | 3047 | 3077 |
|               | 1875 | 1950 | 1975 | 2010 | 2012 | 2013 | 2015 | 2017 | 2021 | 2023 |